# Шестиугольный паркет
Шестиуго́льный парке́т (шестиугольный паркета́ж) или шестиугольная мозаика — замощение плоскости равными правильными шестиугольниками, расположенными сторона к стороне.
Шестиугольная мозаика является двойственной треугольной мозаике — если соединить центры смежных шестиугольников, то проведённые отрезки дадут треугольную мозаику. Символ Шлефли шестиугольного паркета — {6,3} (что означает, что в каждой вершине паркета сходятся три шестиугольника), или t{3,6}, если мозаика рассматривается как усечённая треугольная.
Английский математик Конвей называл мозаику hextille (шестипаркет).

Шахматная раскраска шестиугольного паркета

Внутренний угол шестиугольника равен 120 градусов, так что три шестиугольника в одной вершине дают вместе 360 градусов. Это одна из трёх правильных мозаик плоскости. Другие две мозаики — треугольный паркет и квадратный паркет.

## Приложения
Замощение плоскости правильными шестиугольниками является основой для гекса, гексагональных шахмат и других игр на клетчатом поле, полигексов, вариантов игры «Жизнь» и других двумерных клеточных автоматов, кольцевых флексагонов и т. п.
Шестиугольная мозаика является наиболее плотным способом упаковки окружностей в двухмерном пространстве. Гипотеза о сотах утверждает, что шестиугольная мозаика является лучшим способом разбить поверхность на области равной площади с наименьшим суммарным периметром. Оптимальную трёхмерную структуру для сот (скорее, мыльных пузырей) исследовал лорд Кельвин, который верил, что структура Кельвина (или объёмно-центрированная кубическая решётка) оптимальна. Однако менее правильная структура Вэйра — Фелана слегка лучше.
Эта структура существует в природе в виде графита, где каждый слой графена имеет сходство с проволочной сеткой, где роль проволоки играют сильные ковалентные связи. Были синтезированы трубчатые листы графена, они известны как углеродные нанотрубки. Они имеют много потенциальных приложений ввиду их высокой прочности на разрыв и электрических свойств. На графен похож силицен.

Наиболее плотная упаковка окружностей имеет структуру, подобную шестиугольной мозаике
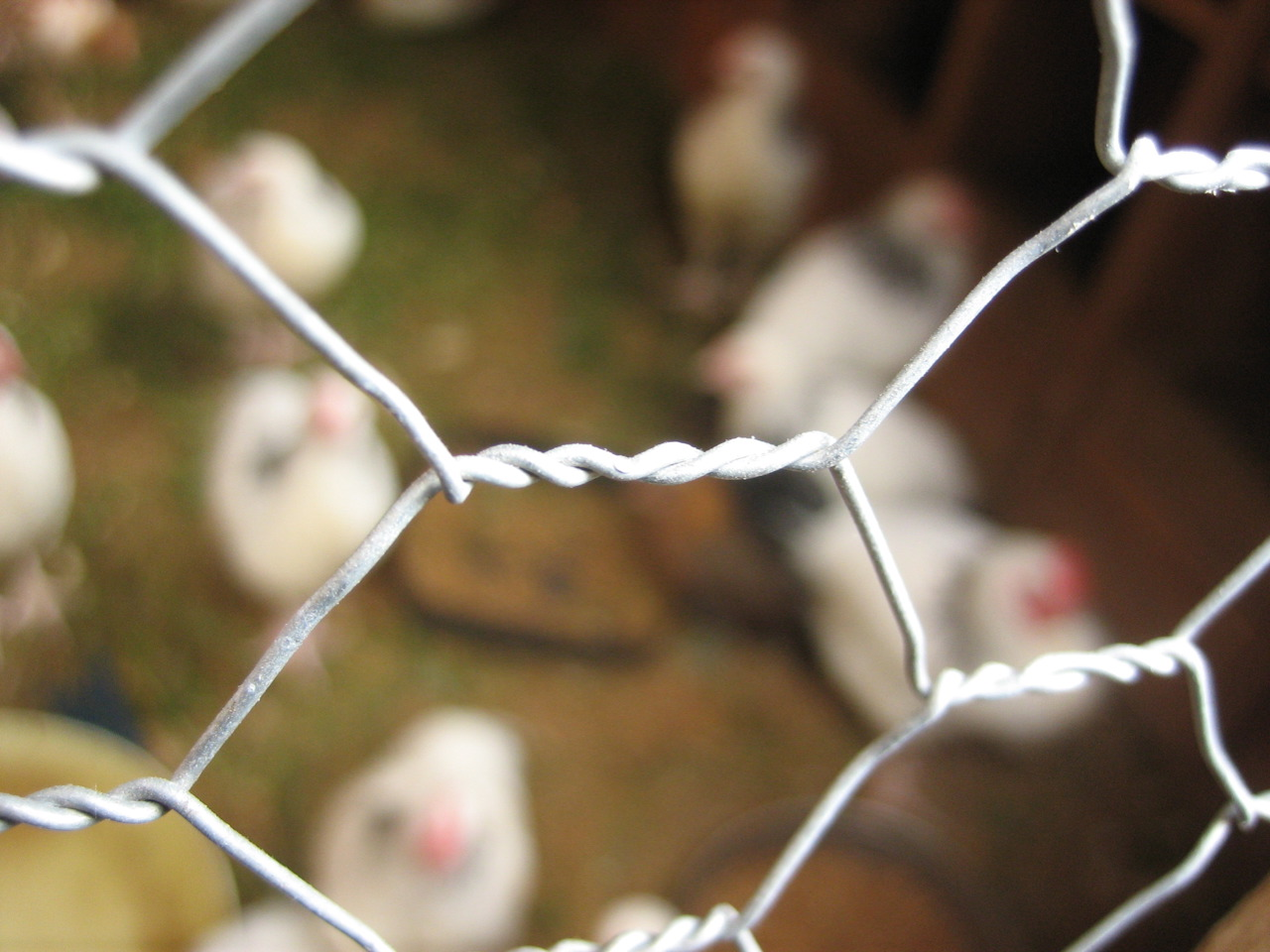
Сетка в ограде для цыплят
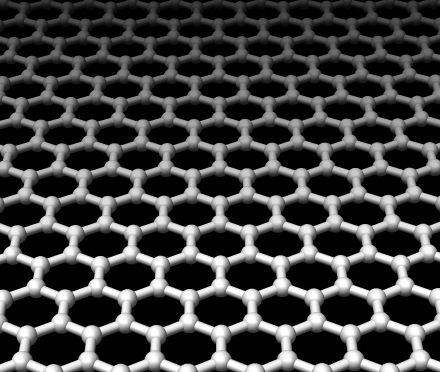
Графен
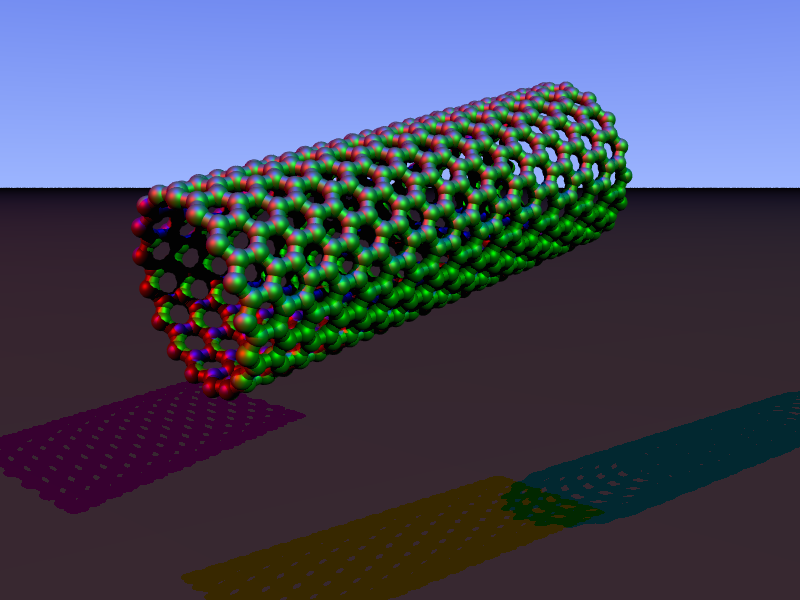
Углеродные нанотрубки можно рассматривать как шестиугольную мозаику на цилиндрической поверхности

Шестиугольная мозаика появляется во многих кристаллах. В трёхмерном пространстве гранецентрированная кубическая структура и гексагональная плотноупакованная структура часто встречаются в кристаллах. Они являются наиболее плотными сферами в трёхмерном пространстве. Структурно они состоят из параллельных слоёв шестиугольной мозаики подобно структуре графита. Отличаются они типом смещения уровней относительно друг друга, при этом гранецентрированная кубическая структура является более правильной. Чистая медь, среди прочих материалов, образует гранецентрированную кубическую решётку.

## Однородные раскраски
Существуют три различные однородные раскраски шестиугольной мозаики, все получаются из зеркальной симметрии построений Витхоффа. Запись (h,k) представляет периодическое повторение цветной плитки с шестиугольными расстояниями h и k.
| k-однородные | 1- однородные                | 1- однородные                  | 1- однородные               | 2- однородные | 2- однородные | 3- однородные | 3- однородные |
| ------------ | ---------------------------- | ------------------------------ | --------------------------- | ------------- | ------------- | ------------- | ------------- |
| Симметрия    | p6m, (*632)                  | p6m, (*632)                    | p3m1, (*333)                | p6m, (*632)   | p6m, (*632)   | p6, (632)     | p6, (632)     |
| Рисунок      |                              |                                |                             |               |               |               |               |
| Цвета        | 1                            | 2                              | 3                           | 2             | 4             | 2             | 7             |
| (h, k)       | (1,0)                        | (1,1)                          | (1,1)                       | (2,0)         | (2,0)         | (2,1)         | (2,1)         |
| Шлефли       | {6,3}                        | t{3,6}                         | t{3[3]}                     |               |               |               |               |
| Витхофф      | 3 \| 6 2                     | 2 6 \| 3                       | 3 3 3 \|                    |               |               |               |               |
| Коксетер     | node_1 · 6 · node · 3 · node | node_1 · 3 · node_1 · 6 · node | node_1 · split1 · branch_11 |               |               |               |               |
| Конвей       | H                            | tΔ                             |                             | cH            |               |               |               |

3-х цветная мозаика образуется перестановочным многогранником порядка 3.

### Шестиугольная мозаика с фаской
Снятие фаски шестиугольной мозаики заменяет рёбра новыми шестиугольниками и преобразует в другую шестиугольную мозаику. В пределе исходные грани исчезают, а новые шестиугольники преобразуются в ромбы, превращая мозаику в ромбическую.
| Шестиугольники (H) | Шестиугольники со скошенным краем (cH) | Шестиугольники со скошенным краем (cH) | Шестиугольники со скошенным краем (cH) | Ромбы (daH) |
| ------------------ | -------------------------------------- | -------------------------------------- | -------------------------------------- | ----------- |
|                    |                                        |                                        |                                        |             |

## Связанные мозаики
Шестиугольники можно разбить на 6 треугольников. Это приводит к двум 2-однородным мозаикам, и треугольной мозаике:
| Правильная мозаика | Разбиение | 2-однородные мозаики        | 2-однородные мозаики        | Правильная мозаика |
| ------------------ | --------- | --------------------------- | --------------------------- | ------------------ |
| Исходная           |           | разбито 1/3 шестиугольников | разбито 2/3 шестиугольников | полное разбиение   |

Шестиугольную мозаику можно считать удлинённой ромбической мозаикой, в которой каждая вершина ромбической мозаики «растянута» с образованием нового ребра. Это похоже на связь замощений ромбододекаэдром и ромбошестиугольным додекаэдром в трёхмерном пространстве.
| Ромбическая мозаика | Шестиугольная мозаика | Сетка, показывающая такую связь |

Можно также разбить протоплитки некоторых шестиугольных мозаик на два, три, четыре, или девять одинаковых пятиугольников:
| Пятиугольная мозаика 1-го типа с перекрытием правильными шестиугольниками (каждый шестиугольник состоит из 2 пятиугольников). | Пятиугольная мозаика 3-го типа с перекрытием правильными шестиугольниками (каждый шестиугольник состоит из 3 пятиугольников). | Пятиугольная мозаика 4-го типа с перекрытием полуправильными шестиугольниками (каждый шестиугольник состоит из 4 пятиугольников). | Пятиугольная мозаика 3-го типа с перекрытием правильными шестиугольниками двух размеров (шестиугольники состоит из 3 и 9 пятиугольников). |

### Варианты симметрии
Эта мозаика топологически связана с последовательностью правильных мозаик с шестиугольными гранями, которая начинается с шестиугольной мозаики. Мозаики бесконечной последовательности имеют символ Шлефли {6,n} и диаграмму Коксетера .
| *n62 варианты симметрии правильных мозаик: {6,n} | *n62 варианты симметрии правильных мозаик: {6,n} | *n62 варианты симметрии правильных мозаик: {6,n} | *n62 варианты симметрии правильных мозаик: {6,n} | *n62 варианты симметрии правильных мозаик: {6,n} | *n62 варианты симметрии правильных мозаик: {6,n} | *n62 варианты симметрии правильных мозаик: {6,n} | *n62 варианты симметрии правильных мозаик: {6,n} | *n62 варианты симметрии правильных мозаик: {6,n} |
| Сферические                                      | Евклидовы                                        | Гиперболические мозаики                          | Гиперболические мозаики                          | Гиперболические мозаики                          | Гиперболические мозаики                          | Гиперболические мозаики                          | Гиперболические мозаики                          | Гиперболические мозаики                          |
| ------------------------------------------------ | ------------------------------------------------ | ------------------------------------------------ | ------------------------------------------------ | ------------------------------------------------ | ------------------------------------------------ | ------------------------------------------------ | ------------------------------------------------ | ------------------------------------------------ |
| {6,2}                                            | {6,3}                                            | {6,4}                                            | {6,5}                                            | {6,6}                                            | {6,7}                                            | {6,8}                                            | ...                                              | {6,∞}                                            |

Шестиугольная мозаика топологически связана (как часть последовательности) с правильными многогранниками с вершинной фигурой n3.
| Сферические | Сферические | Сферические | Сферические | Евклидовы | Компактные гиперболические. | Компактные гиперболические. | Параком- пактные. | Некомпактные гиперболические. | Некомпактные гиперболические. | Некомпактные гиперболические. | Некомпактные гиперболические. |
| ----------- | ----------- | ----------- | ----------- | --------- | --------------------------- | --------------------------- | ----------------- | ----------------------------- | ----------------------------- | ----------------------------- | ----------------------------- |
|             |             |             |             |           |                             |                             |                   |                               |                               |                               |                               |
| {2,3}       | {3,3}       | {4,3}       | {5,3}       | {6,3}     | {7,3}                       | {8,3}                       | {∞,3}             | {12i,3}                       | {9i,3}                        | {6i,3}                        | {3i,3}                        |

Подобным образом мозаика связана с однородными усечёнными многогранниками с вершинной фигурой n.6.6.
| *n32 мутации симметрий усечённых мозаик: n.6.6 | *n32 мутации симметрий усечённых мозаик: n.6.6 | *n32 мутации симметрий усечённых мозаик: n.6.6 | *n32 мутации симметрий усечённых мозаик: n.6.6 | *n32 мутации симметрий усечённых мозаик: n.6.6 | *n32 мутации симметрий усечённых мозаик: n.6.6 | *n32 мутации симметрий усечённых мозаик: n.6.6 | *n32 мутации симметрий усечённых мозаик: n.6.6 | *n32 мутации симметрий усечённых мозаик: n.6.6 | *n32 мутации симметрий усечённых мозаик: n.6.6 | *n32 мутации симметрий усечённых мозаик: n.6.6 | *n32 мутации симметрий усечённых мозаик: n.6.6 |                              |
| Симметрия *n32 [n,3]                           | Сферическая                                    | Сферическая                                    | Евклидова                                      | Компактная гиперболическая                     | Компактная гиперболическая                     | Компактная гиперболическая                     | Компактная гиперболическая                     | Паракомпактная.                                | Некомпактная гиперболическая                   | Некомпактная гиперболическая                   | Некомпактная гиперболическая                   | Некомпактная гиперболическая |
| Симметрия *n32 [n,3]                           | *232 [2,3]                                     | *332 [3,3]                                     | *432 [4,3]                                     | *532 [5,3]                                     | *632 [6,3]                                     | *732 [7,3]                                     | *832 [8,3]...                                  | *∞32 [∞,3]                                     | [12i,3]                                        | [9i,3]                                         | [6i,3]                                         |                              |
| ---------------------------------------------- | ---------------------------------------------- | ---------------------------------------------- | ---------------------------------------------- | ---------------------------------------------- | ---------------------------------------------- | ---------------------------------------------- | ---------------------------------------------- | ---------------------------------------------- | ---------------------------------------------- | ---------------------------------------------- | ---------------------------------------------- | ---------------------------- |
| Усечённые фигуры                               |                                                |                                                |                                                |                                                |                                                |                                                |                                                |                                                |                                                |                                                |                                                |                              |
| Конф.                                          | 2.6.6                                          | 3.6.6                                          | 4.6.6                                          | 5.6.6                                          | 6.6.6                                          | 7.6.6                                          | 8.6.6                                          | ∞.6.6                                          | 12i.6.6                                        | 9i.6.6                                         | 6i.6.6                                         |                              |
| n-кис фигуры                                   |                                                |                                                |                                                |                                                |                                                |                                                |                                                |                                                |                                                |                                                |                                                |                              |
| Конф.                                          | V2.6.6                                         | V3.6.6                                         | V4.6.6                                         | V5.6.6                                         | V6.6.6                                         | V7.6.6                                         | V8.6.6                                         | V∞.6.6                                         | V12i.6.6                                       | V9i.6.6                                        | V6i.6.6                                        |                              |

Мозаика является также частью усечённых ромбических многогранников и мозаик с симметрией группы Коксетера [n,3]. Куб можно рассматривать как ромбический шестигранник, в котором все ромбы есть квадраты. Усечённые формы имеют правильные n-угольники на месте усечённых вершин и неправильные шестиугольные грани.
|         | Сферические | Сферические | Сферические | Евклидовы | Гиперболические | Гиперболические | Гиперболические |
| *n32    | *332        | *432        | *532        | *632      | *732            | *832...         | *∞32            |
| ------- | ----------- | ----------- | ----------- | --------- | --------------- | --------------- | --------------- |
| Мозаика |             |             |             |           |                 |                 |                 |
| Конф.   | V(3.3)2     | V(3.4)2     | V(3.5)2     | V(3.6)2   | V(3.7)2         | V(3.8)2         | V(3.∞)2         |

## Построение Витхоффа из шестиугольных и треугольных мозаик
Подобно однородным многогранникам существует восемь однородных мозаик, базирующихся на правильных шестиугольных мозаиках (или на двойственных треугольных мозаиках).
Если покрасить плитки исходных граней красным, исходные вершины (получившиеся на их месте многоугольники) жёлтым, а исходные рёбра (получившиеся на их месте многоугольники) — синим, существует 8 форм, 7 из которых топологически различны. (Усечённая треугольная мозаика топологически идентична шестиугольной мозаике.)
| Однородные шестиугольные/треугольные мозаики | Однородные шестиугольные/треугольные мозаики | Однородные шестиугольные/треугольные мозаики | Однородные шестиугольные/треугольные мозаики | Однородные шестиугольные/треугольные мозаики | Однородные шестиугольные/треугольные мозаики | Однородные шестиугольные/треугольные мозаики | Однородные шестиугольные/треугольные мозаики | Однородные шестиугольные/треугольные мозаики |
| Фундаментальные домены                       | Симметрия: [6,3], (*632)                     | Симметрия: [6,3], (*632)                     | Симметрия: [6,3], (*632)                     | Симметрия: [6,3], (*632)                     | Симметрия: [6,3], (*632)                     | Симметрия: [6,3], (*632)                     | Симметрия: [6,3], (*632)                     | [6,3]+, (632)                                |
| -------------------------------------------- | -------------------------------------------- | -------------------------------------------- | -------------------------------------------- | -------------------------------------------- | -------------------------------------------- | -------------------------------------------- | -------------------------------------------- | -------------------------------------------- |
| Фундаментальные домены                       | {6,3}                                        | t{6,3}                                       | r{6,3}                                       | t{3,6}                                       | {3,6}                                        | rr{6,3}                                      | tr{6,3}                                      | sr{6,3}                                      |
| Фундаментальные домены                       | node_1 · 6 · node · 3 · node                 | node_1 · 6 · node_1 · 3 · node               | node · 6 · node_1 · 3 · node                 | node · 6 · node_1 · 3 · node_1               | node · 6 · node · 3 · node_1                 | node_1 · 6 · node · 3 · node_1               | node_1 · 6 · node_1 · 3 · node_1             | node_h · 6 · node_h · 3 · node_h             |
|                                              |                                              |                                              |                                              |                                              |                                              |                                              |                                              |                                              |
| Конфиг.                                      | 63                                           | 3.12.12                                      | (6.3)2                                       | 6.6.6                                        | 36                                           | 3.4.6.4                                      | 4.6.12                                       | 3.3.3.3.6                                    |

## Моноэдральные выпуклые шестиугольные мозаики
Существует 3 типа моноэдральных выпуклых шестиугольных мозаик. Все они изоэдральны. Каждая имеет параметрические варианты с фиксированной симметрией. Тип 2 содержит скользящие симметрии и сохраняет хиральные пары различными.
| 1                    | 2                       | 2                       | 3                        |
| p2, 2222             | pgg, 22×                | p2, 2222                | p3, 333                  |
| -------------------- | ----------------------- | ----------------------- | ------------------------ |
|                      |                         |                         |                          |
| b=e B+C+D=360°       | b=e, d=f B+C+E=360°     | b=e, d=f B+C+E=360°     | a=f, b=c, d=e B=D=F=120° |
| сетка из двух плиток | сетка из четырёх плиток | сетка из четырёх плиток | сетка из трёх плиток     |

## Топологически эквиваленные мозаики
Шестиугольные мозаики могут быть идентичны {6,3} топологии правильной мозаики (3 шестиугольника в каждой вершине). Существует 13 вариантов шестиугольной мозаики с изоэдральными гранями. С точки зрения симметрии все грани имеют одинаковый цвет, раскраска же на рисунках представляет положение в сетке. Одноцветные (1-плиточные) сетки состоят из шестиугольных параллелогонов.
| pg (××)   | pg (××)   | p2 (2222) | p3 (333)   | pmg (22*) | pmg (22*)  |            |
| --------- | --------- | --------- | ---------- | --------- | ---------- | ---------- |
|           |           |           |            |           |            |            |
| pgg (22×) | pgg (22×) | pgg (22×) | p31m (3*3) | p2 (2222) | cmm (2*22) | p6m (*632) |
|           |           |           |            |           |            |            |

Другие топологически изоэдральные шестиугольные мозаики выглядят как четырёхугольные и пятиугольные, не соприкасающиеся сторона-к-стороне, но многоугольники которых можно рассматривать как имеющие коллинеарные смежные стороны:
| pmg (22*)      | pmg (22*) | pgg (22×)      | pgg (22×)     | pgg (22×)      | cmm (2*22)    | p2 (2222)     |
| -------------- | --------- | -------------- | ------------- | -------------- | ------------- | ------------- |
| Параллелограмм | Трапеция  | Параллелограмм | Прямоугольник | Параллелограмм | Прямоугольник | Прямоугольник |

| p2 (2222) | pgg (22×) | p3 (333) |
| --------- | --------- | -------- |
|           |           |          |

2-однородные и 3-однородные замощения имеют вращательную степень свободы, которая искривляет 2/3 шестиугольников, включая случай коллинеарности сторон, что можно видеть как мозаики шестиугольников и больших треугольников с несовпадающими сторонами (не сторона-к-стороне).
Мозаика может быть искривлена до хиральных 4-цветных переплетённых в трёх направлениях узоров, с превращением некоторых шестиугольников в параллелограммы. Переплетённые узоры с 2 цветными гранями имеют вращательную симметрию 632 (p6).
| Правильная   | Повёрнутая | Правильная | Переплетённая |
| p6m, (*632)  | p6, (632)  | p6m (*632) | p6 (632)      |
| ------------ | ---------- | ---------- | ------------- |
|              |            |            |               |
| p3m1, (*333) | p3, (333)  | p6m (*632) | p2 (2222)     |
|              |            |            |               |

## Упаковка кругов
Шестиугольную мозаику можно использовать для упаковки кругов, разместив круги одинакового радиуса с центрами в вершинах мозаики. Каждый круг соприкасается с 3 другими кругами упаковки (контактное число). Круги можно закрасить двумя цветами. Пространство внутри каждого шестиугольника позволяет поместить один круг, создавая наиболее плотную упаковку треугольной мозаики, в которой каждый круг соприкасается с максимально возможным числом кругов (6).

## Связанные правильные комплексные бесконечноугольники
Существует 2 правильных комплексных апейрогона, имеющиx те же вершины шестиугольной мозаики. Рёбра правильных комплексных апейрогонов могут содержать 2 и более вершин. Правильные апейрогоны p{q}r имеют ограничение: 1/p + 2/q + 1/r = 1. Рёбра имеют p вершин и вершинные фигуры являются r-угольниками.
Первый апейрогон состоит из 2-рёбер, по три вокруг каждой вершины, второй имеет шестиугольные рёбра, по три вокруг каждой вершины. Третий комплексный апейрогон, имеющий те же самые вершины, квазиправилен и в нём чередуются 2-рёбра и 6-рёбра.
|           |          |                      |
| 2{12}3 or | 6{4}3 or | 6node_1 · 6 · node_1 |